# Constancio de Aquino
Constancio (f. c. 570) fue obispo de Aquino, considerado santo por la Iglesia católica.

## Hagiografía
A través de Gregorio Magno conocemos algunos datos cronológicos de la vida de Constancio: mientras vivía Benito de Nursia (m. 547), Constancio ya era obispo de Aquino, cuando Aquino fue devastado por la guerra greco-gótica, muchos habitantes fueron asesinados y otros perecieron a causa de una plaga.
Su muerte ocurrió durante el pontificado de Juan III (561-573).
El mismo Gregorio Magno reconoció en Constancio el don de profecía al citar dos episodios relacionados con la vida del obispo de Aquino. En el primero, Constancio, ya en su calidad de obispo de Aquino, está luchando con un clérigo poseído por un demonio.  Al estar desprovisto de poderes taumatúrgicos, después de haber enviado al desafortunado a varios lugares de culto para promover su recuperación, decide llevarlo a Montecassino donde Benito, con su oración, ahuyenta al diablo pero advierte al clérigo que tenga cuidado en el futuro de contratar  carne y de adherirse a las órdenes sagradas.
En el segundo episodio se dice que, el día de su muerte, mientras los fieles que lo rodeaban de profunda amargura lo lloraban, porque estaba a punto de dejarlos, lo interrogaban, entre lágrimas, con estas palabras: "Padre, ¿a quién tendremos después?  ¿tú?"  A ellos el Padre, movido por un espíritu profético, dijo: "Después de Constancio un mozo de cuadra; después del mozo de cuadra un tintorero. Aún vives esto, oh Aquino".  Habiendo dicho estas palabras, tomó su último aliento. Por lo que se sabe, su diácono Andrea, que anteriormente había gobernado mulas y caballos, lo sucedió en la atención pastoral y, cuando estos murieron, Giovino, que había sido lavandero, fue elevado a la dignidad episcopal.  Durante este último episcopado, la ciudad de Aquino fue devastada por los lombardos, y los habitantes murieron en parte debido a los invasores, en parte a causa de la pestilencia. Así se cumplió la profecía del obispo Constancio: tras la muerte de sus dos sucesores, su Iglesia ya no tendría pastor.

## Veneración
La Iglesia Católica lo considera santo y lo recuerda el 1 de septiembre. Del Martirologio Romano: "En Aquino en Lazio, San Constancio, obispo, cuyo don de profecía el Papa San Gregorio Magno alaba".
En 1742 el obispo Spadea procedió al reconocimiento de las reliquias del santo patrón, encontradas bajo el altar de la antigua catedral de Aquino dedicada a San Pedro. Después de colocarlos honorablemente en una nueva urna de madera, los hizo trasladar a la nueva catedral dedicada a Costancio, donde fueron colocados bajo el altar mayor. La Catedral de San Costancio, destruida en mayo de 1944 debido a los acontecimientos de la guerra, fue reconstruida por el obispo Biagio Musto y dedicada, en octubre de 1963, a Constancio y Tomás de Aquino (Concatedral basílica de San Constancio y Santo Tomás de Aquino).